# Șoimușu Mic, Harghita
Șoimușu Mic (în maghiară Kissolymos) este un sat în comuna Săcel din județul Harghita, Transilvania, România.

## Așezare geografică
Localitatea este situată la o distanță de 7 km de orașul Cristuru Secuiesc.

## Lăcașuri de cult
- Biserică Unitariană edificată între 1797 și 1811 în stil baroc.

 Acest articol despre o localitate din județul Harghita este deocamdată un ciot. Puteți ajuta Wikipedia prin completarea lui.